# Bae Soo-bin
Dans ce nom coréen, le nom de famille, Bae, précède le nom personnel.
Bae Soo-bin (né Yoon Tae-wook le 9 décembre 1976), est un acteur sud-coréen,,. Il est connu pour ses rôles dans les séries télévisées Brilliant Legacy, Temptation of an Angel, 49 Days, et Dong Yi,. Il a aussi participé aux films Girlfriends, The Way - Man of the White Porcelain,, 26 Years, et Mai Ratima.

## Filmographie

### Séries télévisées
| Année | Titre                                                 | Rôle                               | Chaîne de télévision |
| ----- | ----------------------------------------------------- | ---------------------------------- | -------------------- |
| 2002  | The Proof of Memories                                 | Xiao Han Sheng                     | CCTV                 |
| 2004  | MBC Best Theater "My Brother Lives in Shaolin Temple" | Moon Bak-joo                       | MBC                  |
| 2004  | When a Man Loves a Woman                              | Seok-hyeon                         | SBS                  |
| 2004  | Emperor of the Sea                                    | Kim Yang                           | KBS2                 |
| 2005  | MBC Best Theater "Crying in the Glow of Sunset"       | Hyeong-guk                         | MBC                  |
| 2005  | Fashion 70's                                          | Armée communiste de chine : sowi   | SBS                  |
| 2005  | Let's Get Married                                     | Jung Jae-joon                      | MBC                  |
| 2006  | Jumong                                                | Sa-yong                            | MBC                  |
| 2007  | Auction House                                         | Park Ki-hyun (invitée, episode 12) | MBC                  |
| 2008  | Woman of Matchless Beauty, Park Jung-geum             | Detective                          | MBC                  |
| 2008  | Painter of the Wind                                   | King Jeongjo                       | SBS                  |
| 2009  | Brilliant Legacy                                      | Park Jun-se                        | SBS                  |
| 2009  | Temptation of an Angel                                | Shin Hyun-woo/Ahn Jae-seong        | SBS                  |
| 2010  | Dong Yi                                               | Cha Cheon-soo                      | MBC                  |
| 2010  | Drama Special "Just Say It!"                          | Jung Gi-young                      | KBS2                 |
| 2011  | 49 Days                                               | Kang Min-ho                        | SBS                  |
| 2013  | Secret Love                                           | Ahn Do-hoon                        | KBS2                 |
| 2014  | Drama Special "That Kind of Love"                     | Jin-wook                           | KBS2                 |
| 2014  | Secret Love                                           | Hyun-joon (épisodes 5-6: "Lilac")  | Dramacube            |
| 2014  | The Greatest Marriage                                 | Jo Eun-cha                         | TV Chosun            |
| 2015  | My Heart Twinkle Twinkle                              | Chun Woon-tak                      | SBS                  |
| 2015  | Who Are You: School 2015                              | Enseignante (caméo, épisode 16)    | KBS2                 |

### Films
| Année | Titre                                | Rôle              |
| ----- | ------------------------------------ | ----------------- |
| 2001  | Club Butterfly                       | Jin-ho            |
| 2009  | Goodbye Mom                          | Cheol-min         |
| 2009  | After the Banquet                    | Kim Seong-ho      |
| 2009  | Fly High                             | Ho-soo            |
| 2009  | Girlfriends                          | Jin-ho            |
| 2010  | Ghost (Be With Me)                   | Tireuse de cartes |
| 2011  | Share the Vision                     | Seung-chul        |
| 2012  | The Way - Man of the White Porcelain | Chung-rim         |
| 2012  | Horror Stories                       | PDG Min           |
| 2012  | 26 Years                             | Kim Joo-an        |
| 2013  | Mai Ratima                           | Soo-young         |
| 2015  | Memories of the Sword                | Poong-cheon       |

### Émissions de variété
| Année | Titre                            | Chaîne de télévision |
| ----- | -------------------------------- | -------------------- |
| 2015  | Law of the Jungle in Yap Islands | SBS                  |

### Clips musicaux
| Année | Titre de la chanson       | Artiste       |
| ----- | ------------------------- | ------------- |
| 2003  | "Unfair"                  | Maggie Chiang |
| 2009  | "Don't Call My Name"      | Lee Soo-young |
| 2011  | "Threads of Your Clothes" | M Signal      |

## Théâtre
| Année | Titre                  | Rôle                          |
| ----- | ---------------------- | ----------------------------- |
| 2007  | Telephone Modern Girl  | Sun-tae                       |
| 2010  | Yi Sang, December 12th | Poète Yi Sang                 |
| 2013  | Masquerade             | King Gwanghae/Mendiant Ha-sun |